# 陳欧珀
陳 欧珀（ちん おうはく、チェン オウパー、1962年〈民国51年〉10月12日 - ）は、中華民国（台湾）の林業技術者、政治家。民主進歩党所属の元立法委員。

## 経歴
2001年の第5回立法委員選挙で宜蘭県選挙区から出馬したが、落選した。
2005年の宜蘭市長選挙に民進党から出馬したが、国民党候補に敗れ落選した。
2012年の第8回立法委員選挙では、宜蘭県選挙区から出馬し、国民党のベテラン議員を9000票以上の大差で破り、当選した。
2016年の第9回立法委員選挙でも国民党候補に大差をつけ再選された。
2018年の宜蘭県長選挙に出馬し「宜蘭ニューディール政策」というスローガンを掲げたが、落選した。
2020年の第10回立法委員選挙では得票率が50%を切ったものの、国民党票が分裂したことにより当選した。
2023年5月18日、陳欧珀が詐欺グループ事件に関与した疑いが持たれたため、翌日、自主的に第11回立法委員選挙で宜蘭県選挙区からの出馬を撤退すると表明した。
2023年8月29日、刑事局は詐欺グループ事件の捜査を終了し、陳欧珀が事件に関与していないことを公表した。

## 立法委員
2014年3月22日、民進党元主席の林義雄の反原発運動を支援するため立法院内でハンガーストライキを行ったが、25日の朝に意識不明となり台大病院に搬送された。

## 選挙記録
| 年度 | 選挙                     | 選挙区                 | 所属政党   | 得票数    | 得票率 | 当選 | 注釈 |
| ---- | ------------------------ | ---------------------- | ---------- | --------- | ------ | ---- | ---- |
| 1998 | 第10回台湾省議員補欠選挙 | 宜蘭県選挙区           | 民主進歩党 | 116,197   | 58.30% |      |      |
| 2001 | 第5回立法委員選挙        | 宜蘭県選挙区           | 民主進歩党 | 22,516    | 11.03% |      |      |
| 2005 | 任務型国民大会代表選挙   | 任務型国民大会代表選挙 | 民主進歩党 | 1,647,791 | 42.52% |      |      |
| 2005 | 第15回宜蘭市長選挙       | 宜蘭県宜蘭市           | 民主進歩党 | 21,930    | 48.24% |      |      |
| 2012 | 第8回立法委員選挙        | 宜蘭県選挙区           | 民主進歩党 | 127,303   | 51.69% |      |      |
| 2016 | 第9回立法委員選挙        | 宜蘭県選挙区           | 民主進歩党 | 120,393   | 53.67% |      |      |
| 2018 | 第18回宜蘭県長選挙       | 宜蘭県                 | 民主進歩党 | 95,609    | 38.22% |      |      |
| 2020 | 第10回立法委員選挙       | 宜蘭県選挙区           | 民主進歩党 | 121,526   | 46.23% |      |      |